# Thuidium cymbifolium
Thuidium cymbifolium är en bladmossart som beskrevs av Frans François Dozy och Molkenboer 1865. Thuidium cymbifolium ingår i släktet tujamossor, och familjen Thuidiaceae. Inga underarter finns listade i Catalogue of Life.